# Années 1270
Les années 1270 couvrent la période de 1270 à 1279.

## Évènements
- Vers 1270 : 
  - au Sénégal, les fils de Daman Guilé chassent du royaume de Diara (Kingui) la dynastie des Niakhaté et fondent la dynastie des Diawaras dont le premier roi est Fié Mamadou Diawara[1].
  - création du sultanat d'Ifat en Éthiopie[2].
- 1270 :
  - Yekouno Amlak fonde en Éthiopie la dynastie salomonide[2] ; il s’ouvre une période de croissance rapide pendant deux siècles pendant lesquels, sous des souverains guerriers et lettrés, l’unité territoriale du pays s’affirme, ses institutions civiles et religieuses se codifient, les arts et la littérature se renouvèlent.
  - une nouvelle offensive des Mamelouks en Syrie amène Louis IX de France à s’embarquer à Aigues-Mortes pour la huitième croisade. Il fait appel à son frère Charles Ier d'Anjou qui le détourne vers la Tunisie où il avait des projets de conquête, mais meurt pendant le siège de la ville[3].
- 1271-1172 : l'ilkhan d'Iran Abaqa s'allie avec la neuvième croisade menée par le prince Édouard d'Angleterre contre les mamelouks d’Égypte en Syrie. Une trêve de dix ans est signée avec le sultan Baybars[3].
- 1271 : Kubilai Khan fonde la dynastie Yuan, prend Hangzhou (1276) et achève la conquête de la Chine des Song (1279)[4].
- 1273 : l'élection de Rodolphe Ier de Habsbourg comme empereur romain germanique met fin au Grand Interrègne[5].
- 1274 : tentative d'union des Églises au deuxième concile de Lyon[6].
- 1274 et 1281 : les Mongols tentent vainement d’envahir le Japon où ils pensent trouver de l’or en quantité[7].
- 1275-1276 : l'Égypte mamelouk vassalise le royaume de Makurie en Nubie[8].
- 1275-1277 : guerre civile dans l'empire mongol entre les partisans de Kubilai Khan et ceux de Qaïdu[9].
- 1275-1277 : le sultan mamelouk Baybars intervient en Syrie, et Cilicie et en Anatolie contre l'Ilkhanat de Perse[10].
- 1276 : guerre entre Rodolphe de Habsbourg et Ottokar II de Bohême, qui perd l'Autriche au bénéfice des Habsbourg[11].
- 1277 : en Ifriqiya, après la mort de l’Hafside al-Mustansir, éclatent d’interminables querelles de succession[12]. Les tribus arabes semi-nomades, appelées de Tripolitaine par les compétiteurs au trône et soldées par eux, moyennant de lourdes redevances payées par les sédentaires, entraîne rébellions et sécession jusqu’aux environs de 1370

## Personnages significatifs

### Culture et religion
- Albert le Grand - Roger Bacon - Boèce de Dacie - Drogön Chögyal Phagpa - Marco Polo - Raymond Lulle - Rutebeuf - Siger de Brabant - Thomas d'Aquin

### Politique
- Abaqa - Al-Mustansir - Alix de Méranie - Alphonse X de Castille - Alphonse III de Portugal - Balbân - Baybars - Boleslas V le Pudique - Charles d'Anjou - David Ier de Dongola - Édouard Ier d'Angleterre - Guillaume II de Villehardouin - Hugues III de Chypre - Jacques Ier d'Aragon - Jacques II de Majorque - Kubilai Khan - Ladislas IV de Hongrie - Llywelyn le Dernier - Magnus VI de Norvège - Michel VIII Paléologue - Nogaï - Ottokar II de Bohême - Otton Visconti - Philippe III de France - Pierre III d'Aragon - Qaïdu - Rodolphe Ier du Saint-Empire - Yekouno Amlak